# Rujm el-Hiri
Rujm el-Hiri (in arabo رُجم الهِرّي, anche Gilgal Refaim, Rujm al-Hirrī) è un sito archeologico nelle alture del Golan.
Si tratta di un antico monumento megalitico costituito da più cerchi concentrici in pietra, caratterizzati da un tumulo al centro alto circa 4,5 m: è collocato a circa 16 km dalla costa orientale del mare di Galilea, al centro di un ampio altipiano dove sono presenti numerosi dolmen. Il monumento è composto da oltre 42.000 rocce basaltiche sistemate in cerchi concentrici. Il sito risale alla prima età del Bronzo (3000-2750 a.C.).